# Garding
Garding är en stad på halvön Eiderstedt i distriktet Nordfriesland i det tyska förbundslandet Schleswig-Holstein.
Staden ingår i kommunalförbundet Amt Eiderstedt tillsammans med ytterligare 15 kommuner.

## Kända personer från Garding
- Peter-Jürgen Boock, RAF-terrorist
- Theodor Mommsen, historiker